# O wartości i potrzebie dzienników
O wartości i potrzebie dzienników – uwagi Cypriana Kamila Norwida z 1878 na temat wartości dzienników.

## Treść
Będąc  w Herkulanum Norwid widział gliniane tabliczki, którymi się odciskało nazwisko na chlebie. Druk był już zatem znany wcześniej, tylko dla trzech amatorów rękopisy Wergiliusza wystarczyło skopiować ręcznie. W Pompejach z kolei natknął się autor na niewielkie pucharki i naczynia ze szkła. Ale szyb wtedy nie robiono, bo i bez szyb było ciepło w Pompejach. Wśród wykopalisk amerykańskich widział Norwid fajki sprzed kilku tysięcy lat, ale palone tylko na znak pokoju. Wszystko więc, co odkrywa się obecnie postępowo, było już kiedyś, ale tak, że nie było. Taka jest różnica między bywaniem mgławic, a istnieniem i obrotem planet. I taka jest cała wartość i potrzeba dzienników. Dlatego autor cieszy się, że żaden autor polski nie mógł żyć ze swych prac: Mickiewicz, który zastawiał zegarek dla obiadu, Kraszewski, który 500 tomów napisał i Krasiński, który mógł, ale nie chciał, bo by mu to popsuło stosunki towarzyskie.